# Die Geschichte Japans nach dem Krieg und das zerrissene Leben einer Barfrau
Die Geschichte Japans nach dem Krieg und das zerrissene Leben einer Barfrau (Originaltitel:  にっぽん戦後史 マダムおんぼろの生活 Nippon Sengoshi: Madamu Onboro no Seikatsu, dt. „Die Geschichte Japans nach dem Krieg: Das Leben von Madam Schäbig“) ist ein japanischer Film von Shōhei Imamura aus dem Jahr 1970.

## Handlung
Es handelt sich hier um einen Dokumentarfilm, der in schwarz-weiß gedreht wurde: Imamura interviewt eine ungefähr vierzigjährige Barbesitzerin. Zuerst erzählt sie von ihren privaten Misserfolgen, sowohl beruflich als auch privat. Nach dem Ende des Zweiten Weltkriegs geht sie eine Beziehung mit einem amerikanischen Besatzungssoldaten ein. Derweil laufen im Hintergrund alte Wochenschauen, die den Erzählungen der Frau widersprechen.

## Kritik
„Ein ermüdender Versuch aufzuzeigen, daß Zeitereignisse individuell gewertet werden und wie unterschiedlich ihre Bedeutung für den einzelnen und ihr Stellenwert in der Geschichte ist.“